# Питкин, Ханна Фенихель
Ханна Фенихель Питкин (англ. Hanna Fenichel Pitkin; 17 июля 1931, Берлин — 6 мая 2023, Беркли, Калифорния или Лос-Анджелес, Калифорния) — феминистка, американский политолог, заслуженный профессор Калифорнийского университета в Беркли.

## Биография
Ханна Фенихель Питкин родилась в Берлине в еврейской семье. В 1938 году её семья иммигрировала в США. Образование получила в Калифорнийском университете в Беркли и всю жизнь проработала в нём.
В 1961 году получила степень доктора философии; профессор факультета политических наук Калифорнийского университета в Беркли. 1982 году университет наградил её за выдающиеся достижения в педагогической деятельности (Distinguished Teaching Award).
Анна Питкин — политический теоретик, интересы которой охватывают историю европейской политической мысли от древности до современных времён, включая философию обыденного языка и текстовый анализ, а также вопросы психоанализа и гендера в политической и социальной теории. Кроме многочисленных статей и изданий учёный известна по таким работам, как «Концепция представительства» (The Concept of Representation, 1967), «Виттгенштейн и справедливость» (Wittgenstein and Justice, 1972, 1984, 1992). В 1998 году она опубликовала труд о концепции «социального» у Ханны Арендт (The Attack of the Blob: Hannah Arendt’s Concept of «the Social»).
В 2003 году удостоена высшей международной награды в области политологии Премии Юхана Шютте в политических науках.

## Книги
- Понятие представления (1967)
- Витгенштейн и справедливость (1972)
- Фортуна с девушкой: гендер и политика в политической философии Николо Макиавелли (1984)